# 矢貫龍馬
矢貫 龍馬（やぬき りょうま、1995年12月24日 - ）は、日本の男子バレーボール選手である。

## 来歴
沖縄県国頭郡出身。友人に誘われたのがきっかけで小学3年生からバレーボールを始める。
西原高等学校、日本体育大学を経て、2017/18シーズン、V・チャレンジリーグI（当時のVリーグ2部リーグ）に所属するVC長野トライデンツの内定選手となった。
2018年、大学卒業後に、VC長野トライデンツに入団した。同年、新たな国内リーグV.LEAGUEが設立され、VC長野はV.LEAGUE DIVISION1 MEN（V1男子）に所属となり、自身もV1の試合に出場した。
2024年4月、VC長野を退団。同年10月、沖縄県のクラブチームである琉球BlueSeasに12月31日までの期限付きで加入した。

## 所属チーム
- 西原高等学校（2011-2014年）
- 日本体育大学（2014-2018年）
- VC長野トライデンツ（2018-2024年）
- 琉球BlueSeas（2024年）